# Delia Casanova
Delia Casanova (Poza Rica de Hidalgo, Veracruz, 4 de noviembre de 1948) es una primera actriz mexicana, ganadora de un Ariel de Plata (Mentiras piadosas).

## Biografía
Realizó sus estudios de actuación en el Instituto Nacional de Bellas Artes (INBA), en la Ciudad de México. 

## Carrera
Inició su carrera artística en el teatro, para incursionar más tarde en el cine y una década después en la televisión, como actriz de telenovelas, en producciones realizadas por Televisa.
En 1991 trabaja en la telenovela mexicana Cadenas de amargura en el papel de Natalia, actuando junto a la actriz Diana Bracho.
En 2011, después de estar alejada de la televisión la productora Rosy Ocampo la invitó para ser parte del elenco de la telenovela titulada La fuerza del destino, donde compartió créditos con Sandra Echeverría, David Zepeda, Laisha Wilkins y Pedro Armendáriz Jr, entre otros.

## Filmografía

### Televisión
- La doble vida de Estela Carrillo (2017) .... Herminia
- Su nombre era Dolores (2017) .... Madre de Pete Salgado
- Como dice el dicho (2016) .... 1 episodio
- Lo imperdonable (2015) .... Matilde
- La rosa de Guadalupe (2014) ....
- María de Todos los Ángeles (2013) .... Compañera de Doña Lucha en la cárcel
- La fuerza del destino (2011) .... Carlota Vda. de Curiel
- Cuidado con el ángel (2009) .... Sra. Márgara Riquelme
- Alma de hierro (2008-2009) .... Madre Perpetua
- Tormenta en el paraíso (2007-2008) .... Micaela Trinidad
- La esposa virgen (2005) .... Clemencia
- Sin pecado concebido (2001) .... Sor Jovita
- Rayito de luz (2000-2001) .... Gertrudis Montes
- Nunca te olvidaré (1999) .... Doña Carmen
- La culpa (1996) .... Graciela
- La paloma (1995) .... Elsa
- Los parientes pobres (1993) .... Eloísa de Olmos
- Cadenas de amargura (1991) .... Natalia Vizcaíno Lara
- Luz y sombra (1989) .... Mercedes "Meche" de Suárez
- Pasión y poder (1988) .... Dolores
- Cicatrices del alma (1986) .... Blanca
- De pura sangre (1985-1986) .... Laura Blanchet
- La pasión de Isabela (1984) .... Natalia "La Peregrina"
- Toda una vida (1981) .... Moravia Castro
- El que sabe sabe INEA (1983)
- Caminemos (1980) .... Violeta

### Cine
- Lady Rancho (2019)
- Soltera, treintona y fantástica (2016)
- Así es la suerte (2011)
- Forever Lupe (2009)
- Arráncame la vida (2008) .... Julia
- Todos hemos pecado (2008)
- Más que a nada en el mundo (2006)
- Como tú me has deseado (2005)
- La ley de Herodes (1999) .... señora Rosa de Morales
- En un claroscuro de la luna (1999)
- Sobrenatural (1996) .... Madam Endor
- Entre Pancho Villa y una mujer desnuda (1996) .... Primera esposa de Adrián.
- Bésame en la boca (1995)
- El callejón de los milagros (1995) .... doña Eusebia
- Otoñal (1993)
- Memoria del cine mexicano (1993)
- El bulto (1992) .... Alba
- Una moneda en el aire (1992)
- Después del sismo (1991)
- Recuerdo de domingo (1990)
- Esperanza (1988)
- Mentiras piadosas (1987) .... Clara Zamudio
- Historias violentas (1985)
- Los motivos de Luz (1985) .... dra. Maricarmen Rebollar
- El escuadrón de la muerte (1985)
- Eréndira (1983)
- Los gemelos alborotados (1982)
- Alsino y el cóndor (1982) .... Rosaria
- El día que murió Pedro Infante (1982)
- El infierno de todos tan temido (1981)
- Que viva Tepito (1981)
- Algo sobre Jaime Sabines (1980)
- Llovizna (1978) .... Luisa
- Cuartelazo (1977) .... soldadera
- El viaje (1977)
- El esperado amor desesperado (1976)
- El apando (1976) .... La Chata
- El cumpleaños del perro (1975) .... Secretaria
- Palacio chino (1978)

## Premios y nominaciones

### Premios TVyNovelas
| Año  | Categoría            | Telenovela            | Resultado |
| ---- | -------------------- | --------------------- | --------- |
| 2012 | Mejor primera actriz | La fuerza del destino | Ganadora  |
| 2006 | Mejor primera actriz | La esposa virgen      | Ganadora  |
| 1986 | Mejor actriz joven   | De pura sangre        | Nominada  |

### Premios Ariel
| Año  | Categoría                  | Película                       | Resultado |
| ---- | -------------------------- | ------------------------------ | --------- |
| 1996 | Mejor coactuación femenina | Sobrenatural                   | Nominada  |
| 1995 | Mejor actriz de cuadro     | El callejón de los milagros    | Nominada  |
| 1992 | Mejor actriz de cuadro     | El bulto                       | Nominada  |
| 1989 | Mejor actriz               | Mentiras piadosas              | Ganadora  |
| 1984 | Mejor actriz               | El día que murió Pedro Infante | Nominada  |

### People en Español
| Año  | Categoría               | Telenovela            | Resultado |
| ---- | ----------------------- | --------------------- | --------- |
| 2011 | Mejor actriz secundaria | La fuerza del destino | Ganadora  |

### Premios ACE (Nueva York)
| Año  | Categoría                   | Telenovela            | Resultado |
| ---- | --------------------------- | --------------------- | --------- |
| 2012 | Mejor actriz característica | La fuerza del destino | Ganadora  |

### TV Adicto Golden Awards
| Año  | Categoría                | Telenovela            | Resultado |
| ---- | ------------------------ | --------------------- | --------- |
| 2012 | Mejor personaje femenino | La fuerza del destino | Ganadora  |